# KF Ferizaj
KF Ferizaj är en fotbollsklubb från Ferizaj i Kosovo. Bland framgångarna finns spel i Kosovar Superliga. 

### Fotnoter
1. ↑  Official Kosovar Superliga Table Arkiverad 24 januari 2008 hämtat från the Wayback Machine.